# Кукас (озеро)
Кукас (Кука) — пресноводное озеро на территории Кестеньгского сельского поселения Лоухского района Республики Карелии.

## Общие сведения
Площадь поверхности — 39,6 км², площадь водосборного бассейна — 176,0 км². Высота над уровнем моря — 95,0 м. Озеро окружают горы. Берега озера преимущественно каменистые, местами песчаные, редко заболоченные.
Из восточной оконечности водоёма вытекает протока, впадающая в Челозеро, через которое протекает река Винча, впадающая в Нотозеро. Через Нотозеро протекает река Лопская, впадающая в озеро Пажма, являющееся частью Ковдозера. Через последнее протекает река Ковда, впадающая, в свою очередь, в Белое море.
Рыболовство — ряпушка, сиг, хариус, корюшка.
Озеро популярно среди туристов-байдарочников.
В годы Советско-финской войны (1941—1944) в районе озера проходили бои.
Код объекта в государственном водном реестре — 02020000611102000001693.

## Данные водного реестра
По данным государственного водного реестра России, относится к Баренцево-Беломорскому бассейновому округу, водохозяйственный участок реки — реки бассейна Белого моря, река Ковда от Иовского г/у до устья, речной подбассейн отсутствует. Речной бассейн реки — бассейны рек Кольского полуострова и Республики Карелия, впадает в Белое море.